# Pisandro di Sparta
Pisandro di Sparta (in greco antico: Πείσανδρος?, Péisandros; Sparta, V secolo a.C. – 394 a.C.) è stato un ammiraglio spartano.

## Biografia
Pisandro, cognato del re di Sparta Agesilao II, fu da lui nominato navarco nel 395 a.C., allo scoppio della guerra di Corinto; Pisandro, però, probabilmente non era il più adatto a ricoprire questa carica, data la sua inesperienza, ed è plausibile che sia stato scelto unicamente per il suo grado di parentela con Agesilao.
Sulla data della nomina la cronologia di Senofonte non si accorda con quella data dalle Elleniche di Ossirinco, che riportano come navarco per il 395/394 Cheiricrate; secondo alcuni storici il contrasto deriva dal fatto che Cheiricrate era il navarco regolare, ancora in carica nell'autunno 395, mentre Pisandro era stato nominato comandante straordinario da Agesilao, secondo altri invece si tratta di un errore di Senofonte, che sbaglia nel porre la nomina a fine estate 395 (quanto Agesilao stava per invadere la Frigia) invece che nell'inverno 395/394.
I risultati della sua nomina, comunque, furono catastrofici: nel 394 a.C., davanti a Cnido, la flotta persiana comandata da Farnabazo e Conone distrusse completamente la flotta spartana di Pisandro, che fu ucciso sulla sua nave durante il combattimento, annientando definitivamente la potenza marittima spartana.